# Kathrin Zettelová
Kathrin Zettelová (* 5. srpna 1986, Scheibbs, Rakousko) je rakouská sjezdová lyžařka. Specializuje se hlavně na točivé disciplíny. Své první závody ve Světovém poháru vyhrála 25. listopadu 2006.

## Vítězství ve Světovém poháru
| Datum              | Místo              | Disciplína  |
| ------------------ | ------------------ | ----------- |
| 25. listopadu 2006 | USA Aspen          | obří slalom |
| 28. prosince 2006  | Rakousko Semmering | obří slalom |
| 25. října 2008     | Rakousko Sölden    | obří slalom |

## Umístění ve Světovém poháru
| sezóna/pořadí | sezóna/pořadí | celkově | celkově | sjezd  | sjezd | super G | super G | obří slalom | obří slalom | slalom | slalom | kombinace | kombinace |
| ------------- | ------------- | ------- | ------- | ------ | ----- | ------- | ------- | ----------- | ----------- | ------ | ------ | --------- | --------- |
| sezóna/pořadí | sezóna/pořadí | pořadí  | body    | pořadí | body  | pořadí  | body    | pořadí      | body        | pořadí | body   | pořadí    | body      |
| 2004/05       | 2004/05       | 36      | 193     | –      | –     | –       | –       | 18          | 98          | 23     | 95     | –         | -         |
| 2005/06       | 2005/06       | 7       | 872     | 49     | 16    | 30      | 58      | 6           | 314         | 4      | 399    | 6         | 85        |
| 2006/07       | 2006/07       | 11      | 568     | –      | –     | 31      | 45      | 7           | 206         | 8      | 257    | 11        | 60        |
| 2007/08       | 2007/08       | 13      | 558     | –      | –     | 23      | 57      | 6           | 249         | 9      | 192    | 11        | 60        |
| 2008/09       |               |         |         |        |       |         |         |             |             |        |        |           |           |